# Vodohospodářská rekultivace
Vodohospodářská rekultivace nebo také hydrická je technologický postup prováděný většinou zatápění zbytkové jámy po povrchové těžbě v lomech. Většinou jsou to zbytkové jámy po těžbě uhlí, písku,kamene a dalších surovin.

## Seznam rekultivačních jezer v Česku vzniklých po těžbě uhlí
| jezero                              | celková plocha rekultivací [ha] | vodní plocha [ha] | maximální hloubka [m] | průměrná hloubka [m] | objem [m³]  |
| ----------------------------------- | ------------------------------- | ----------------- | --------------------- | -------------------- | ----------- |
| Okres Ústí nad Labem                |                                 |                   |                       |                      |             |
| Milada (dříve Chabařovické)         | 1042                            | 252,2             | 24,7                  | ?                    | 35 601 000  |
| Okres Teplice                       |                                 |                   |                       |                      |             |
| Maxim (též Bílina)                  | ?                               | ?                 | ?                     | ?                    | ?           |
| Okres Most                          |                                 |                   |                       |                      |             |
| Benedikt                            | ?                               | 4,7               | ?                     | ?                    | ?           |
| Centrum                             | 159                             | 50                | 17                    | 8                    | 4 000 000   |
| ČSA                                 | 2935                            | 700               | 130                   | 34                   | 236 000 000 |
| jezírko u gotického kostela v Mostě | 14,75                           | 1,83              | ?                     | ?                    | ?           |
| Kohinoor                            | 294                             | 49                | 17                    | 8                    | 4 000 000   |
| Matylda (dříve Vrbenský)            | ?                               | 38,7              | 4                     | ?                    | ?           |
| Most (dříve Ležáky)                 | 1220                            | 311,1             | 75,0                  | ?                    | 69 809 300  |
| Vrbenský                            | ?                               | 8                 | 8                     | ?                    | ?           |
| Vršany (též Šverma)                 | 4892                            | 467               | 37                    | 15                   | 71 000 000  |
| Okres Chomutov                      |                                 |                   |                       |                      |             |
| Libouš (též Nástup)                 | ?                               | ?                 | ?                     | ?                    | ?           |
| Okres Sokolov                       |                                 |                   |                       |                      |             |
| Michal                              | ?                               | 29                | 5,6                   | ?                    | 800 000     |
| Medard                              | 4382                            | 493,44            | 50                    | ?                    | 119 850 768 |
| Jiří-Družba                         | ?                               | 1312,3            | 93                    | ?                    | 514 900 000 |